# Mercado Chatuchak

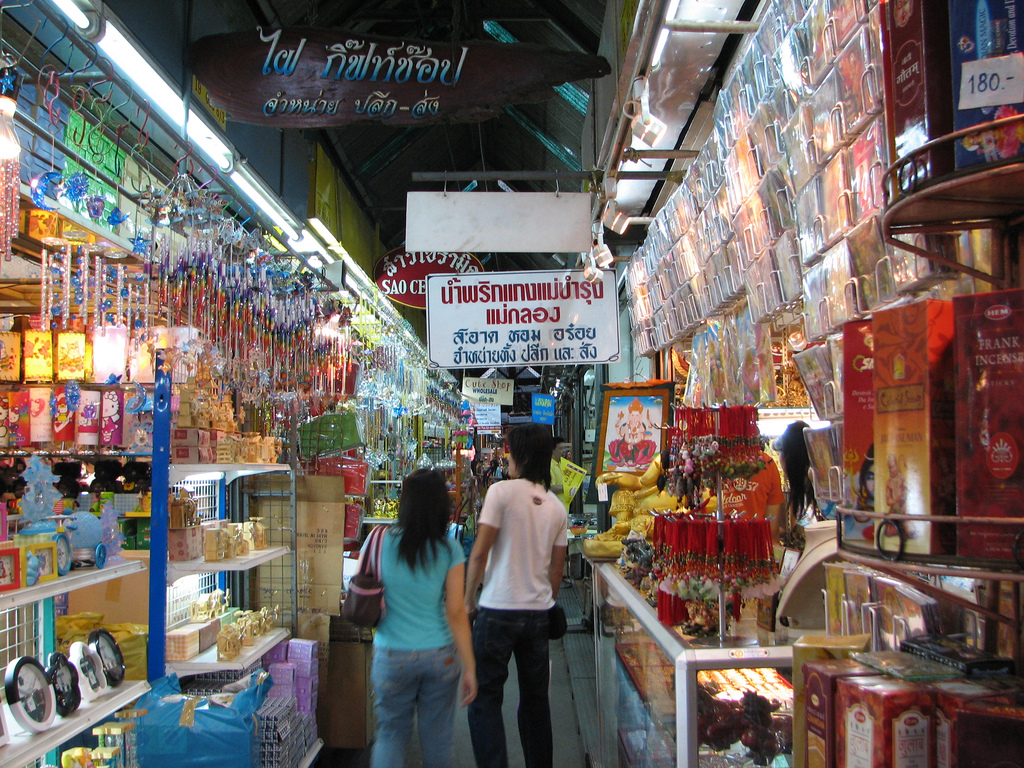
Puestos en Chatuchak.

El mercado Chatuchak (también conocido como Jatujak o simplemente JJ's Market, en idioma tailandés: ตลาดนัดจตุจักร pronunciaciónⓘ), ubicado en el norte de Bangkok, es un mercado de fin de semana, el más grande de Tailandia y uno de los más extensos del mundo. Ocupa una extensión de 140.000m², tiene entre 8.000 y 15.000 puestos, y entre sábado y domingo suele ser visitado diariamente por cerca de 200.000 personas.
Abierto desde 1983, el mercado Chatuchak tiene 27 secciones divididas en frutas y verduras frescas, flores y plantas de jardín, antigüedades, juguetes, libros, artesanías, vajilla, mobiliario y decoración, indumentaria y accesorios, piezas de cerámica, obras de arte, y mascotas, aunque también se puede encontrar toda clase de artículos en toda la extensión del mercado. También dispone de una extensa y variada sección de comidas y bebidas.

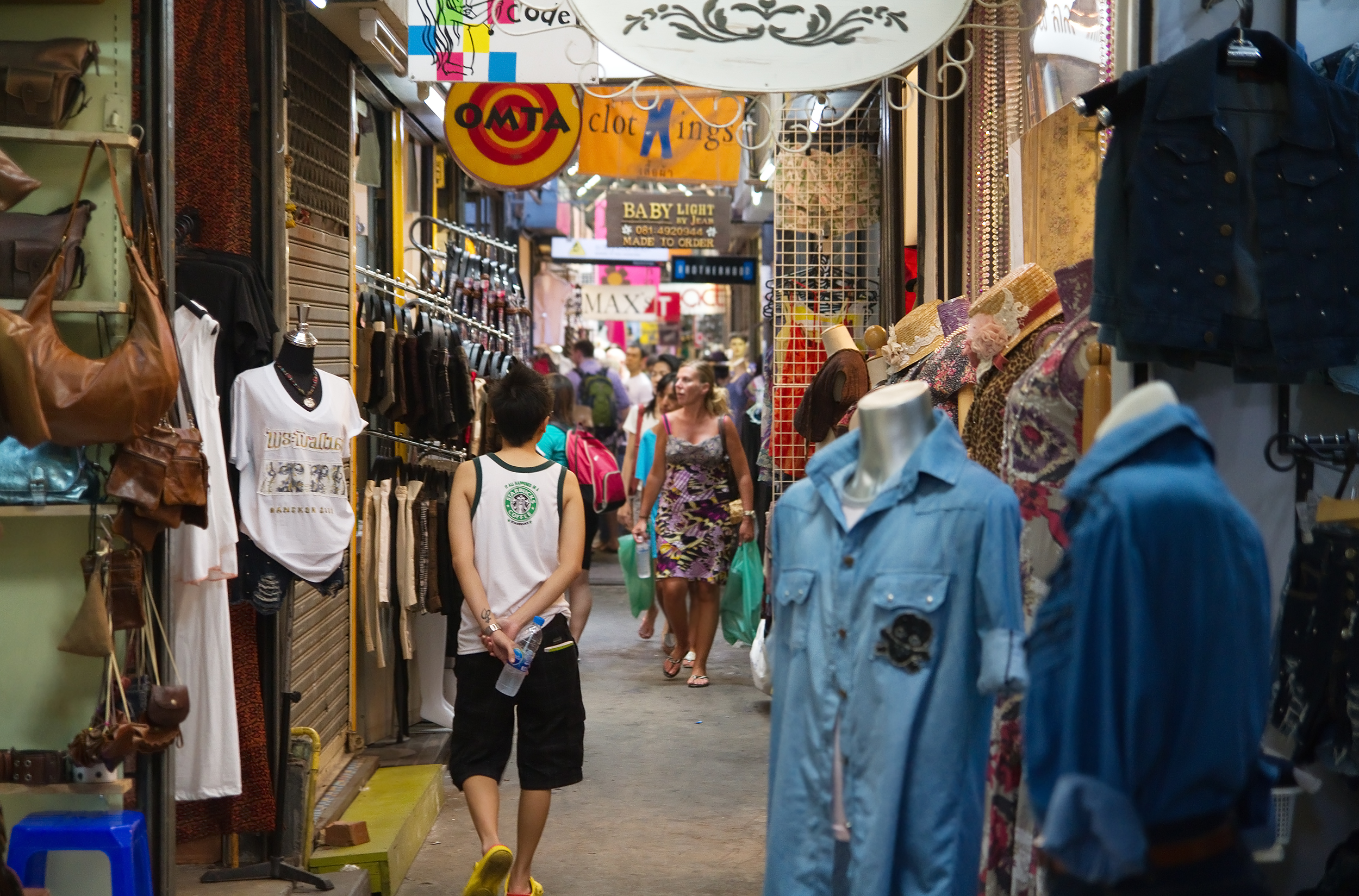
Uno de los callejones del mercado.
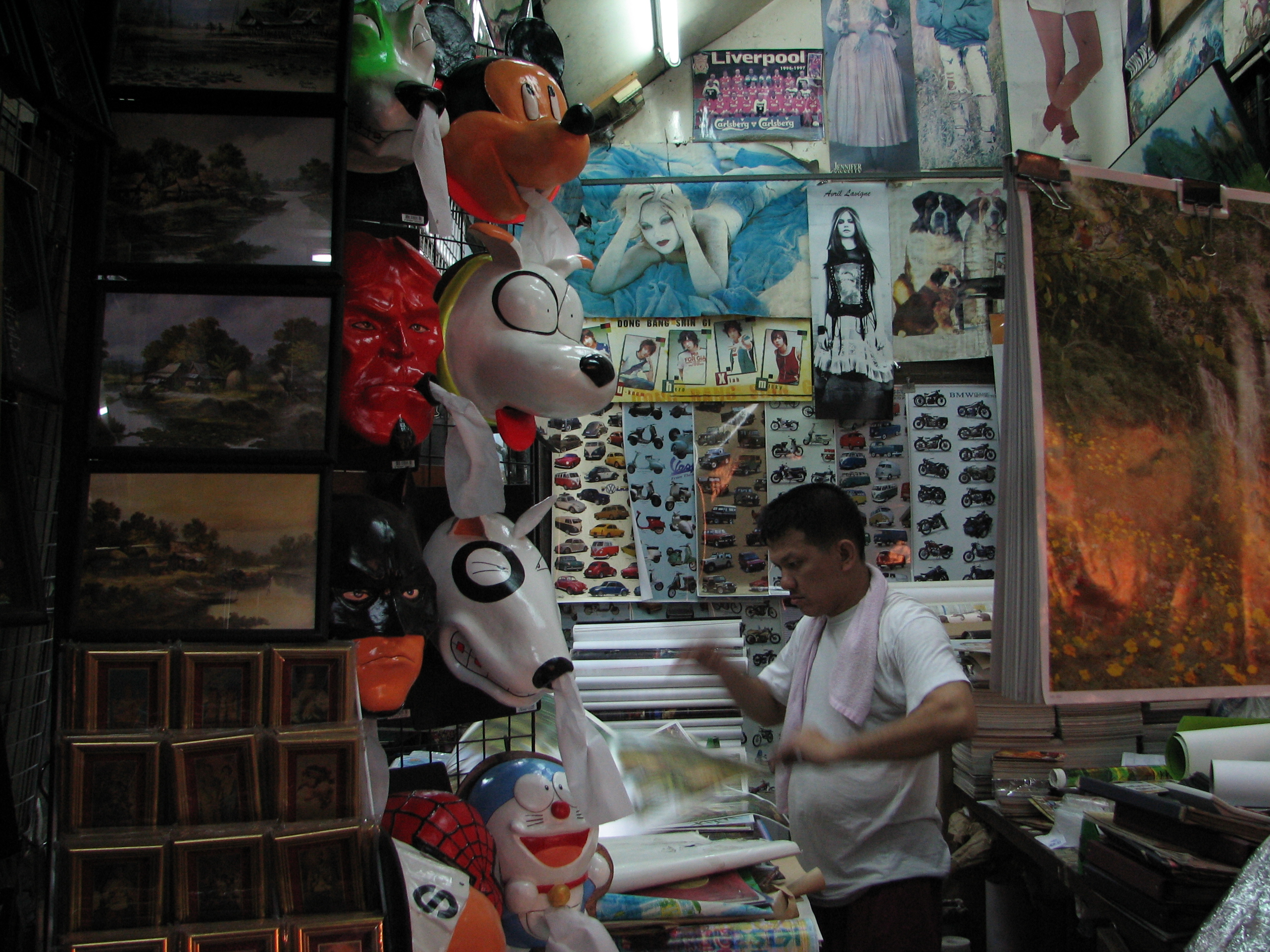
Vendedor en Chatuchak.
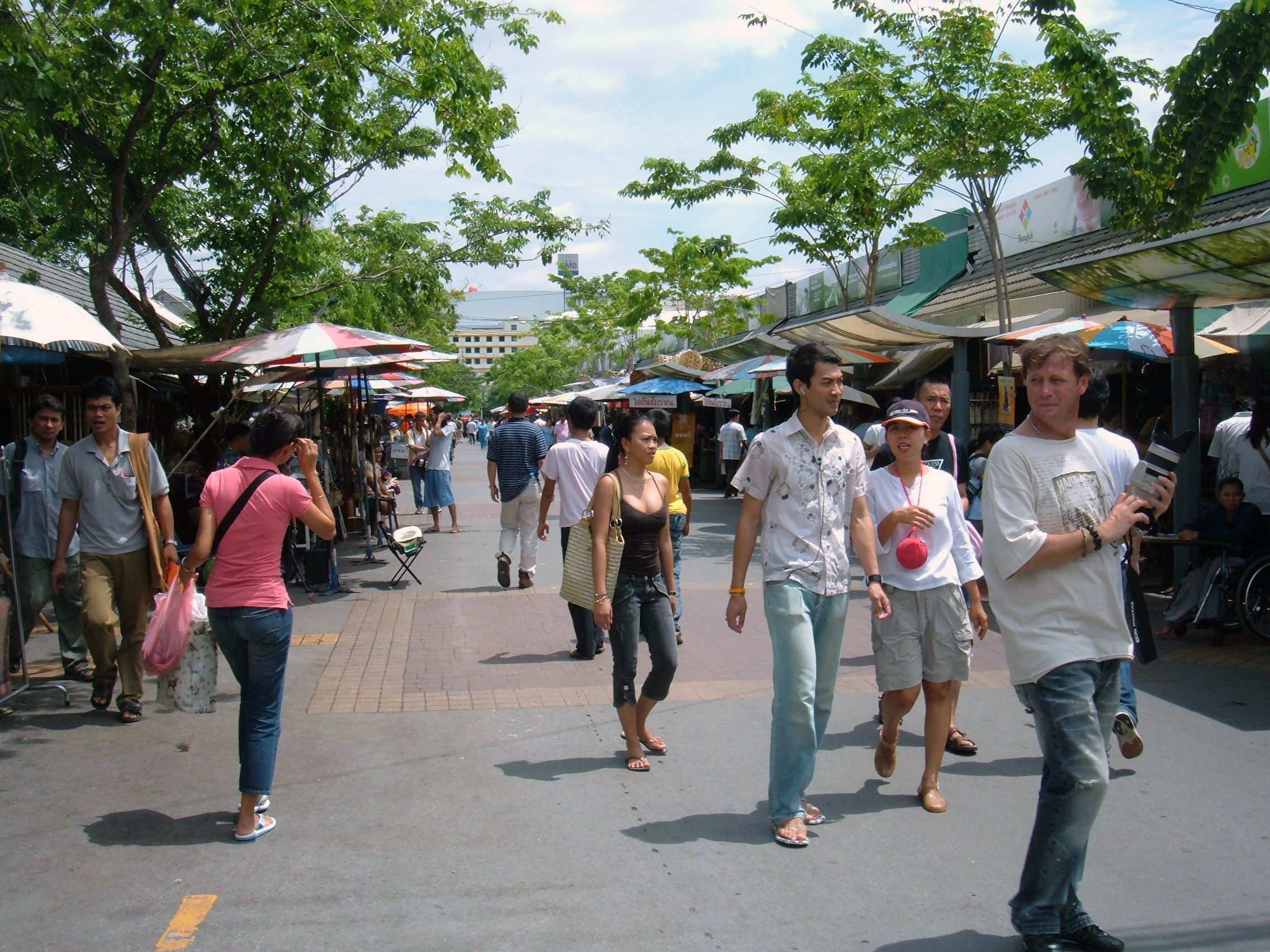
Una de las galerías que rodea el mercado.

Las secciones y puestos están organizados en torno a una galería a cielo abierto que rodea el mercado, atravesado por centenares de callejones, mientras que en la zona central hay una galería principal con una torre que sirve de referencia para los visitantes.
En el sector norte del mercado hay un centro de información y cajeros automáticos, además de una casa de cambio para adquirir moneda local.
El regateo es una práctica habitual entre compradores y vendedores del mercado Chatuchak.

## Horarios
La mayoría de los puestos de Chatuchak están abiertos los fines de semana, de 6 a 18, aunque algunos continúan trabajando hasta las 20. Los miércoles y jueves sólo funciona la sección de plantas y flores, mientras que los viernes se realizan exclusivamente ventas al por mayor.

## Transporte

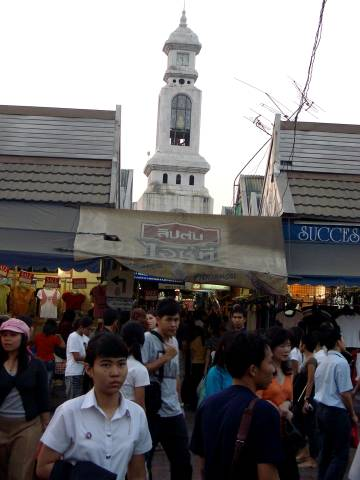
La torre central.

La estación Mo Chit del Metro Aéreo de Bangkok (BTS Skytrain) se encuentra en cercanías del mercado, así como la estación Chatuchak del metro (MRT). La estación Kampheng Phet del metro se encuentra más cercana a la sección de flores y plantas.
Chatuchak también dispone de un tren eléctrico que transporta a los visitantes por los alrededores del mercado.